# Gentilés de France U
Pour un article plus général, voir Gentilés de France.
Gentilés des communes françaises par ordre alphabétique
- A
- B
- C
- D
- E
- F
- G
- H
- I
- J
- K
- L
- M
- N
- O
- P
- Q
- R
- S
- T
- U
- V
- W
- X
- Y
- Z

- Ubaye (vallée) : Valéians ou Ubayens
- Urt : Urtois, Urtoises
- Ussel (Cantal) :
- Ussel (Corrèze) : Ussellois
- Ussel (Lot) :
- Ussel-d'Allier :
- Uzerche: Uzerchois
- Uzès : Uzétiens, Uzétiennes

## Pour approfondir